# Sincosite
La sincosite è un minerale.